# 布施栄明
布施 栄明（ふせ しげあき、1925年〈大正14年〉11月7日 - 2009年〈平成21年〉7月31日）は、日本の解剖学者、医師。医学博士。新潟大学歯学部口腔解剖学第一講座初代教授（初代）、新潟大学医学部解剖学第二教室教授（第3代）を経て、新潟大学名誉教授。日本解剖学会名誉会員。日本基督教団のクリスチャン。

## 略歴
新潟県刈羽郡鵜川村（現 柏崎市）の代々医者の家系に出生。1943年（昭和18年）3月に新潟中学校を卒業、1945年（昭和20年）3月に新潟高等学校を1年繰り上げ卒業、1949年（昭和24年）3月に新潟医科大学を卒業。
1950年（昭和25年）に新潟大学医学部解剖学第二教室（担任：小池上春芳教授）研究生に就任、助手を経て1953年（昭和28年）4月に講師に就任、6月に新潟大学から医学博士号を取得、1956年（昭和31年）3月に助教授に就任、1966年（昭和41年）8月に新潟大学歯学部口腔解剖学第一講座初代教授に就任、1972年（昭和47年）6月に新潟大学医学部解剖学第二教室第3代教授に就任、1980年（昭和55年）12月から新潟大学附属図書館旭町分館館長を兼任、1984年（昭和59年）11月から新潟大学附属図書館館長を兼任、1991年（平成3年）3月に新潟大学を定年退官、5月に新潟大学名誉教授の称号を受称、1995年（平成7年）に新潟リハビリテーション専門学校学校長に就任。
2009年（平成21年）7月31日午後2時43分に新潟市西区の西新潟中央病院で肝臓癌のため死去、83歳没。

## 研究
- 歯学部では、口腔および顔面領域と関係を有する中枢神経系の形態学的・実験組織学的研究、古代人の歯についての形質人類学的研究を行った[16]。

- 医学部では、大脳辺縁系の研究、嗅結節と前障の研究、神経堤細胞の移動と分化についての研究を行った[2][17][18]。

## 栄典
- 2003年（平成15年）11月3日 - 瑞宝中綬章[19][20]
- 2009年（平成21年）7月31日 - 正四位[21]

## 家族・親戚
- 布施栄信[22] - 小児科医、がんセンター新潟病院第5代院長。
- 高橋国一郎[22] - 土木技術者、第24代建設事務次官。

## 論文
- CiNii収録論文 - CiNii